# Liste des préfets du Loiret

Logo du préfet de la région Centre-Val de Loire

Localisation du département du Loiret (en rouge) sur une carte de France

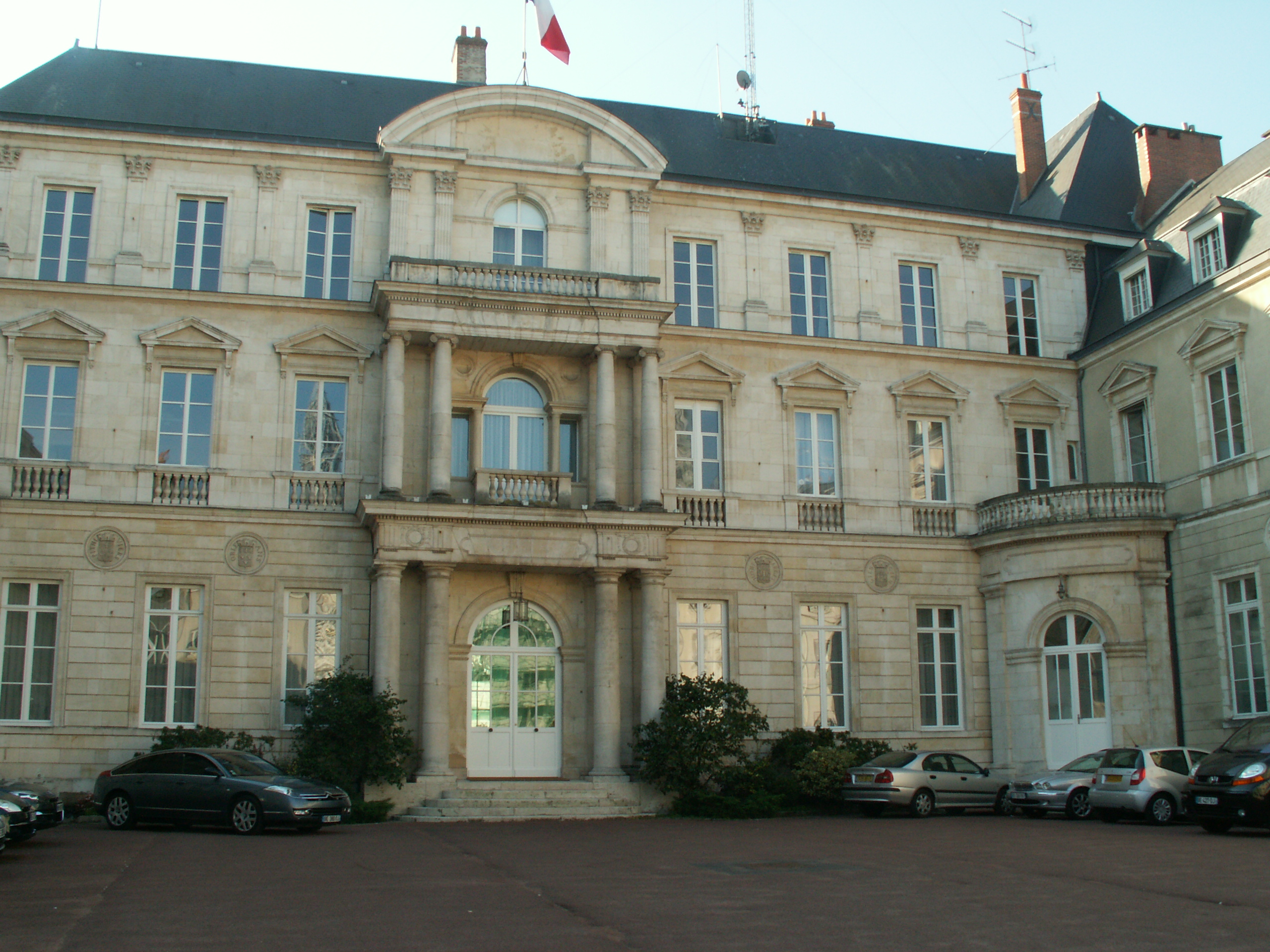
L'hôtel de préfecture du Loiret, rue Saint-Pierre-Lentin à Orléans

La liste des préfets du Loiret présente les préfets ou commissaires de la République successifs du département français du Loiret depuis la création du poste, en 1800, sous le Consulat.
Le préfet du Loiret est aussi le préfet de la région Centre devenu la région Centre-Val de Loire depuis le 17 janvier 2015.
Le siège de la préfecture est situé à Orléans.
Les dates indiquées sont celles correspondant à la nomination des préfets par le pouvoir exécutif.

## Premier Empire  (1800-1814) et Cent-Jours (1815)
Quatre préfets se succèdent durant le Premier Empire et les Cent-Jours.
| Période      | Période        | Identité                            | Fonction précédente                                                                    | Observation |
| ------------ | -------------- | ----------------------------------- | -------------------------------------------------------------------------------------- | --- |
| 2 mars 1800  | 16 mars 1806   | Jean Philibert Maret                | Commissaire du directoire exécutif près l'administration centrale de la Côte-d'Or      | Nommé au conseil d'État |
| 21 mars 1806 | 22 avril 1814  | Jean Pieyre                         | Préfet de Lot-et-Garonne                                                               | Ordre de cesser ses fonctions le 22 avril 1814 (Cent-Jours). Élu membre de la Chambre des Cent-Jours en mai 1815, non-acceptant, rentre dans la vie privée. |
| 22 mars 1815 | non-installé   | Frédéric Christophe d'Houdetot      | Préfet de la Dyle                                                                      | Non-acceptant (Cent-Jours). Sera préfet du Calvados (Seconde Restauration)                                                                                  |
| 30 mars 1815 | 9 juillet 1815 | Pierre Thomas Le Roy de Boisaumarié | Préfet du Var ; préfet de la Moselle, sans suite ; préfet des Hautes-Alpes, sans suite | À la retraite sous la Restauration, préfet d'Ille-et-Vilaine en 1830                                                                                        |

## Restauration (1814-1815 et 1815-1830)
Quatre préfets se succèdent sous la Restauration.
| Période         | Période         | Identité                                     | Fonction précédente                                             | Observation |
| --------------- | --------------- | -------------------------------------------- | --------------------------------------------------------------- | --- |
| 22 avril 1814   | 21 mars 1815    | Alexandre-Daniel de Talleyrand-Périgord      | membre du conseil général du Loiret et conseiller d'État        | (1re période) Chassé par les Cent-Jours, il devient commissaire extraordinaire du Roi près les armées autrichiennes pendant les Cent-Jours |
| 9 juillet 1815  | 25 août 1815    | Alexandre-Daniel de Talleyrand-Périgord      | Commissaire extraordinaire du Roi près les armées autrichiennes | (2e période). Nommé Conseiller d'État |
| 5 février 1817  | 24 février 1819 | André Urbain Maxime de Choiseul d'Aillecourt | Préfet de l'Oise                                                | Nommé en 1820 préfet de la Côte-d'Or, non-acceptant pour raison de santé                                                                   |
| 24 février 1819 | 2 avril 1830    | Gabriel Marie de Riccé                       | Préfet de la Meuse Préfet de la Manche, sans suite              | (1re période). Passe à la retraite |
| 2 avril 1830    | 5 août 1830     | Marie Joseph de Foresta-Collongue            | Préfet de la Vendée                                             | Remplacé après les Trois Glorieuses |

## Monarchie de Juillet (1830-1848)
Cinq préfets se succèdent durant la monarchie de Juillet.
| Période          | Période         | Identité                          | Fonction précédente                   | Observation                            |
| ---------------- | --------------- | --------------------------------- | ------------------------------------- | -------------------------------------- |
| 5 août           | 2 novembre 1831 | Gabriel Marie de Riccé            |                                       | (2e période). Passe à la retraite      |
| 2 novembre 1831  | 23 octobre 1835 | Sébastien Louis Saulnier          | Préfet de la Mayenne Préfet de police | Mort en fonctions                      |
| 12 novembre 1835 | 5 juin 1840     | Henri Siméon                      | Préfet des Vosges                     | Nommé préfet de la Somme               |
| 5 juin 1840      | 6 janvier 1843  | Jean Baptiste Onfroy de Bréville  | Préfet de la Somme                    | Nommé préfet de l'Aube                 |
| 6 janvier 1843   | 25 février 1848 | Henry Léonce Vallet de Villeneuve | Préfet d'Eure-et-Loir                 | Démissionnaire à la Révolution de 1848 |

## Deuxième République (1848-1851)
Deux préfets se succèdent au cours de la IIe République.
| Période          | Période          | Identité                   | Fonction précédente            | Observation |
| ---------------- | ---------------- | -------------------------- | ------------------------------ | --- |
| 29 février 1848  | 20 novembre 1849 | Alfred Pereira             | Conseiller municipal d'Orléans | (1re période). Commissaire du gouvernement provisoire, puis nommé préfet le 2 juin 1848. Sera de nouveau préfet du Loiret en 1870 |
| 20 novembre 1849 | 4 mars 1853      | Jean Baptiste Luc Dubessey | Préfet des Pyrénées-Orientales | Nommé Conseiller d'État |

## Second Empire (1851-1870)
Quatre préfets se succèdent au cours du Second Empire.
| Période        | Période          | Identité                                   | Fonction précédente                                | Observation                                     |
| -------------- | ---------------- | ------------------------------------------ | -------------------------------------------------- | ----------------------------------------------- |
| 4 mars 1853    | 3 février 1859   | San-Benedetto Jules Priamar Boselli        | Préfet de la Marne                                 | Nommé préfet de la Haute-Garonne                |
| 3 février 1859 | 12 mars 1861     | Augustin Pierre Marie Le Provost de Launay | Préfet de l'Isère                                  | Nommé préfet du Calvados                        |
| 12 mars 1861   | 22 juin 1863     | Louis-Charles-Emmanuel de Coëtlogon        | Préfet de la Haute-Vienne                          | Nommé préfet des Pyrénées-Orientales (Écrivain) |
| 22 juin 1863   | 6 septembre 1870 | Louis Dureau                               | Directeur du personnel au ministère de l'intérieur | Passe à la retraite                             |

## Troisième République (1870-1940)
| Période           | Période           | Identité                                              | Fonction précédente                                                             | Observation |
| ----------------- | ----------------- | ----------------------------------------------------- | ------------------------------------------------------------------------------- | --- |
| 5 septembre 1870  | 20 janvier 1871   | Alfred Pereira                                        |                                                                                 | (2e période) Gardé à vue par les Prussiens et mort en fonctions |
| 27 janvier 1871   | 8 mars 1871       | Léonçe Robert Freiherr von Könneritz (de)             | Amtshauptmann de Chemnitz (Allemagne)                                           | Préfet prussien nommé ensuite préfet de la Lorraine allemande |
| 2 février 1871    | non-installé      | Étienne Colombe (dit Auguste) Tavernier               | Sécretaire général d'Indre-et-Loire                                             | Nommé par le pouvoir insurrectionnel (Léon Gambetta), non-installé, sa nomination est annulée pour raison de santé le 1er mars 1871, il meurt le 16 mars 1871              |
| 8 mars 1871       | 14 avril 1871     | Adelmar Ganard                                        | Président du conseil de préfecture                                              | préfet par intérim après le départ du préfet Prussien Continue président du conseil de préfecture                                                                          |
| 15 avril 1871     | 17 novembre 1871  | Léon Renault                                          | Secrétaire général de la préfecture de police                                   | Nommé préfet de police |
| 17 novembre 1871  | 19 décembre 1873  | Albert Gigot                                          | Préfet de Vaucluse                                                              | Nommé préfet du Doubs |
| 19 décembre 1873  | 21 mars 1876      | Ernest Edmond de Behr                                 | Préfet de l'Ardèche                                                             | En non-activité avec traitement, puis nommé en 1877 préfet de la Haute-Garonne                                                                                             |
| 21 mars 1876      | 18 décembre 1877  | Nicolas François Marie Léonide Henry Sazerac de Forge | Préfet de l'Indre                                                               | En disponibilité avec traitement |
| 18 décembre 1877  | 22 décembre 1879  | Joseph Michon                                         | Médécin Préfet du Puy-de-Dôme (1874-1875)                                       | Démissionne pour raison de santé |
| 1er novembre 1879 | 14 janvier 1882   | François Regnault                                     | Directeur des affaires civiles et financières de l'Algérie et conseiller d'État | Nommé directeur général des manufactures de l'État |
| 14 janvier 1882   | 8 janvier 1887    | Arsène Henry                                          | Préfet de Lot-et-Garonne                                                        | Nommé préfet des Alpes-Maritimes |
| 8 janvier 1887    | 16 juillet 1898   | Paul Henri Gustave Boegner                            | Préfet des Vosges                                                               | Nommé préfet de Seine-et-Marne |
| 16 juillet 1898   | 9 septembre 1902  | Paul Marie Humbert                                    | Préfet de Constantine en 1896 Autre fonction en 1897-juillet 1898               | Nommé préfet de Meurthe-et-Moselle |
| 9 septembre 1902  | 1er août 1905     | Gustave Marie Antoine Chadenier                       | Préfet du Morbihan en 1896-1897, puis appelé à d'autres fonctions               | Nommé préfet du Calvados |
| 1er août 1905     | 24 novembre 1905  | Jean Jacques Georges Maringer                         | Préfet du Calvados                                                              | Nommé directeur du personnel et de la comptabilité |
| 24 novembre 1905  | 4 janvier 1907    | Félix Trépont                                         | Préfet du Jura                                                                  | Nommé préfet du Pas-de-Calais |
| 4 janvier 1907    | 10 juin 1909      | Georges Émile Tallon                                  | Conseiller de préfecture de la Seine                                            | Nommé préfet de Maine-et-Loire |
| 10 juin 1909      | 19 octobre 1911   | Robert Godefroy                                       | Préfet du Doubs                                                                 | Passe à la retraite |
| 19 octobre 1911   | non-installé      | Charles Aubert                                        | Préfet de la Meuse                                                              | Non installé, maintenu préfet de la Meuse |
| 20 octobre 1911   | 22 mai 1914       | Gaston Poux-Laville                                   | Préfet des Ardennes                                                             | Mort en fonction |
| 11 juin 1914      | non-installé      | Gabriel Brin                                          | Préfet de la Corse                                                              | Non installé, nommé le 8 juillet préfet honoraire, directeur de l'hospice national des Quinze-Vingts, mort le 15 juillet 1914                                              |
| 7 juillet 1914    | 17 juin 1919      | Urbain Vitry                                          | Préfet de l'Indre                                                               | Nommé préfet de Seine-et-Oise |
| 17 juin 1919      | 22 octobre 1920   | Gaston Allain                                         | Préfet de la Corse                                                              | Nommé préfet de Saône-et-Loire |
| 22 octobre 1920   | 19 février 1929   | Pierre Génébrier                                      | Préfet du Finistère                                                             | Nommé préfet de la Loire |
| 19 février 1929   | non-installé      | Pierre Chaumet                                        | Détaché dans les fonctions de Chef adjoint de cabinet du préfet de police       | Non installé, « maintenu dans ses fonctions précédentes » |
| 19 février 1929   | 31 mai 1930       | Paul Castanet                                         | Préfet du Lot                                                                   | Mis à la disposition du ministre de l'Intérieur |
| 31 mai 1930       | 16 décembre 1933  | André Jozon                                           | Préfet de la Vendée                                                             | Nommé préfet de la Somme |
| 16 décembre 1933  | 26 septembre 1936 | Robert Billecard                                      | Préfet du Morbihan                                                              | Nommé préfet de Seine-et-Oise |
| 26 septembre 1936 | 1er février 1938  | Jules Scamaroni                                       | Préfet du Morbihan                                                              | Mort en fonction |
| 24 mars 1938      | juin 1940         | Antoine Jean Marcel Lemoine                           | Préfet du Gard                                                                  | Fuit devant les Allemands, révoqué pour avoir abandonné son poste. Nommé préfet de la Loire en septembre 1940 par le Gouvernement de Vichy                                 |
| 21 juin 1940      | 27 octobre 1942   | Jacques Morane                                        | À la disposition du commissaire général à l'exposition internationale de Paris  | Nommé trois jours après le bombardement d'Orléans par la Luftwaffe et les catastrophiques incendies qui s'ensuivirent. Reste en poste sous Vichy pendant plus de deux ans. |

## Régime de Vichy (1940-1944)
Le régime de Vichy est en place durant la Seconde Guerre mondiale ; trois préfets délégués se succèdent au cours de cette période, ainsi que trois préfets régionaux..
| Période         | Période         | Identité               | Fonction précédente                              | Observation |
| --------------- | --------------- | ---------------------- | ------------------------------------------------ | --- |
| 21 juin 1940    | 27 octobre 1942 | Jacques Morane         | Préfet de la Troisième République resté en poste | (préfet régional). Mis à la disposition du secrétariat d'État aux communications                                                                        |
| 6 décembre 1941 | 3 mars 1943     | Jacques Martin-Sané    | Directeur de Cabinet du préfet du Loiret         | (préfet délégué). Nommé régisseur des octrois de Paris                                                                                                  |
| 4 novembre 1942 | 24 janvier 1944 | Jacques-Félix Bussière | Préfet de Loir-et-Cher                           | (préfet régional). Nommé préfet de la région de Marseille, préfet des Bouches-du-Rhône, arrêté par les Allemands le 14 mai 1944 et mort en déportation. |
| 1er avril 1943  | 24 janvier 1944 | René Serre             | Sous-préfet du Havre                             | (préfet délégué). Nommé préfet délégué d'Eure-et-Loir                                                                                                   |
| 6 février 1944  | 9 août 1944     | Angelo Chiappe         | Préfet du Gard                                   | (préfet régional). Il quitte son poste le 9 août 1944, suspendu de ses fonctions le 16 août 1944, ensuite condamné à mort et exécuté.                   |
| 6 février 1944  | 19 juin 1944    | Henri Leclercq         | Sous-préfet de Reims                             | (préfet délégué). Nommé préfet de la Drôme |

## Gouvernement provisoire (1944-1946) et Quatrième République (1946-1958)
Sept préfets se succèdent durant le Gouvernement provisoire de la République française et la IVe République.
| Période          | Période          | Identité         | Fonction précédente                                                                                      | Observation                                                                         |
| ---------------- | ---------------- | ---------------- | --- | ----------------------------------------------------------------------------------- |
| 16 août 1944     | 1946             | André Mars       | Chef de cabinet du sous-secrétaire d’État au ministère de la guerre                                      | (Commissaire de la République pour la région d’Orléans)                             |
| 27 octobre 1944  | 20 août 1945     | Marcel Lanquetin | Directeur de l'hôpital psychiatrique de Bron-Vitanié                                                     | (préfet délégué) Nommé préfet du Pas-de-Calais                                      |
| 3 septembre 1945 | 12 mai 1948      | François Lota    | secrétaire général des Bouches-du-Rhône pour la police avant la guerre ; sans fonction pendant la guerre | (préfet délégué) Nommé secrétaire général de la préfecture de police                |
| 19 mai 1948      | 27 décembre 1951 | André Trémaud    | Préfet délégué de la Haute-Vienne                                                                        | (préfet délégué, à partir du 11 octobre 1950 préfet titulaire) Nommé préfet d'Alger |
| 27 décembre 1951 | 15 décembre 1954 | Maxime Roux      | Préfet d'Alger                                                                                           | Chargé du service de la protection civile                                           |
| 15 décembre 1954 | 21 juin 1955     | Désiré Arnaud    | Directeur du personnel et des affaires politiques                                                        | Nommé Conseiller maître à la cour des comptes                                       |
| 10 juin 1955     | 22 octobre 1959  | Robert Holveck   | Préfet de la Charente-Maritime                                                                           | En congé spécial                                                                    |

## Cinquième République (depuis 1958)
Vingt-quatre préfets se succèdent au cours de la Ve République (au 1er janvier 2018). Depuis 1964 le préfet du Loiret est aussi préfet de la région Centre, renommée en 2015 région Centre-Val de Loire.
| Période           | Période           | Identité             | Fonction précédente | Observation |
| ----------------- | ----------------- | -------------------- | --- | --- |
| 1er décembre 1959 | 12 juillet 1967   | Pierre Dupuch        | Conseiller technique au cabinet du ministre Maurice Bourgès-Maunoury                                                     | Devient coordonnateur de la région Centre le 20 janvier 1961 et premier préfet de la région Centre le 14 mars 1964. Nommé préfet de la région Languedoc-Roussillon, préfet de l'Hérault |
| 12 juillet 1967   | 21 février 1969   | Jacques Juillet      | Préfet de la région Limousin, préfet de la Haute-Vienne                                                                  | En congé spécial |
| 21 février 1969   | 14 juin 1973      | Francis de Graewe    | Préfet de la Loire | Nommé Président directeur général de l'agence financière et technique de la région parisienne                                                                                           |
| 14 juin 1973      | 10 septembre 1976 | Paul Masson          | Directeur de Cabinet civil et militaire du ministre de la défense nationale Michel Debré                                 | Nommé préfet de la région Aquitaine, préfet de la Gironde |
| 10 septembre 1976 | 27 avril 1978     | Bernard Couzier      | Préfet de la Loire | Nommé préfet de région des Pays de la Loire, préfet de la Loire-Atlantique |
| 27 avril 1978     | 19 juin 1980      | Marcel Blanc         | Directeur général des collectivités locales                                                                              | Nommé préfet hors cadre, chargé des mesures de défense |
| 19 juin 1980      | 13 mai 1983       | Jean Rochet          | Préfet de la région Picardie, préfet de la Somme                                                                         | Nommé préfet hors cadre |
| 13 mai 1983       | 8 mars 1985       | Jean Terrade         | Préfet des Hauts-de-Seine                                                                                                | Passe à la retraite |
| 8 mars 1985       | 23 octobre 1986   | Yves-Jean Bentegeac  | Préfet de la région Basse-Normandie, préfet du Calvados                                                                  | Nommé préfet de la région Languedoc-Roussillon, préfet de l'Hérault |
| 23 octobre 1986   | 29 mars 1991      | Paul Bernard         | Préfet de la région Corse, préfet de la Corse-du-Sud                                                                     | Nommé préfet de la région Rhône-Alpes, préfet du Rhône |
| 3 avril 1991      | 14 octobre 1993   | Hubert Blanc         | Coordinateur de la France en matière de libre circulation des personnes dans les pays européens                          | Nommé préfet de la région Provence-Alpes-Côte d'Azur, préfet des Bouches-du-Rhône |
| 14 octobre 1993   | 27 mars 1997      | Bernard Gérard       | Préfet de la région Languedoc-Roussillon, préfet de l'Hérault                                                            | Nommé directeur du cabinet du ministre de l'intérieur |
| 27 mars 1997      | 16 décembre 1998  | Jacques Barel        | Préfet de la région Bourgogne, préfet de la Côte-d'Or                                                                    | Nommé président-directeur général de la Société des autoroutes Paris-Rhin-Rhône (SAPRR)                                                                                                 |
| 16 décembre 1998  | 31 juillet 2001   | Patrice Magnier      | Préfet de la région Alsace, préfet du Bas-Rhin                                                                           | Nommé Conseiller d’État en service extraordinaire |
| 31 juillet 2001   | 9 janvier 2004    | Jean-Pierre Lacroix  | Préfet de la région Corse, préfet de la Corse-du-Sud                                                                     | Nommé préfet de la région Rhône-Alpes, préfet du Rhône |
| 9 janvier 2004    | 20 juillet 2006   | André Viau           | Conseiller pour les affaires d'Outre-mer au cabinet du Premier ministre                                                  | Nommé préfet de la région Midi-Pyrénées, préfet de la Haute-Garonne |
| 20 juillet 2006   | 9 octobre 2008    | Jean-Michel Berard   | Préfet de la région Auvergne, préfet du Puy-de-Dôme                                                                      | Nommé préfet de la région Nord-Pas-de-Calais, préfet du Nord |
| 9 octobre 2008    | 31 mars 2010      | Bernard Fragneau     | Préfet de la région Poitou-Charentes, préfet de la Vienne                                                                | Relevé de ses fonctions sur sa demande |
| 31 mars 2010      | 9 décembre 2010   | Gérard Moisselin     | Préfet de la région Champagne-Ardenne, préfet de la Marne                                                                | Nommé préfet préfigurateur du collège stratégique auprès du Ministre de l'Intérieur |
| 9 décembre 2010   | 27 octobre 2012   | Michel Camux         | Préfet du Val-de-Marne                                                                                                   | Préfet hors cadre, passe à la retraite en 2013 |
| 27 octobre 2012   | 17 septembre 2014 | Pierre-Étienne Bisch | Préfet de la région Alsace, préfet du Bas-Rhin                                                                           | Nommé conseiller d'Etat en service extraordinaire |
| 13 octobre 2014   | 31 décembre 2015  | Michel Jau,          | Préfet de la région Limousin, préfet de la Haute-Vienne                                                                  | Nommé conseiller maître en service extraordinaire à la Cour des comptes |
| 1er janvier 2016  | 2 août 2017       | Nacer Meddah         | Préfet de la région Lorraine, Préfet de la Moselle                                                                       | |
| 2 août 2017       | 2 août 2019       | Jean-Marc Falcone    | Directeur général de la Police nationale                                                                                 | |
| 26 août 2019      | 11 février 2021   | Pierre Pouëssel      | Préfet de l'Hérault | |
| 1er mars 2021     | 21 août 2023      | Régine Engström      | Directrice des partenariats stratégiques et de la responsabilité sociétale et environnementale au sein du groupe Nexity. | Première femme préfète du Loiret. |
| 21 août 2023      |                   | Sophie Brocas        | Directrice générale des outre-mer à l'administration centrale du ministère de l'Intérieur et des Outre-mer               | |